# Berzelia squarrosa
Berzelia squarrosa är en tvåhjärtbladig växtart som först beskrevs av Thunb, och fick sitt nu gällande namn av Otto Wilhelm Sonder. Berzelia squarrosa ingår i släktet Berzelia och familjen Bruniaceae. Inga underarter finns listade.